# Festuca duernsteinensis
Festuca duernsteinensis är en gräsart som beskrevs av Jean Jacques Vetter. Festuca duernsteinensis ingår i släktet svinglar, och familjen gräs. Inga underarter finns listade i Catalogue of Life.